# Liste des monuments historiques du 6e arrondissement de Paris

Cet article recense les monuments historiques du 6e arrondissement de Paris, en France.

## Liste
| Monument                                                               | Adresse                                                                              | Coordonnées                      | Notice                        | Protection     | Date         | Illustration                                                           |
| ---------------------------------------------------------------------- | ------------------------------------------------------------------------------------ | -------------------------------- | ----------------------------- | -------------- | ------------ | ---------------------------------------------------------------------- |
| Abbaye Saint-Germain-des-Prés                                          | 16 rue de l'Abbaye                                                                   | 48° 51′ 14″ nord, 2° 20′ 04″ est | « PA00088489 »                | Inscrit        | 1953         | Abbaye Saint-Germain-des-Prés                                          |
| Académie de Chirurgie (actuelle Bibliothèque interuniversitaire santé) | 12 rue de l'École-de-Médecine Place Henri-Mondor 83-85 boulevard Saint-Germain       | 48° 51′ 05″ nord, 2° 20′ 27″ est | « PA00088515 »                | Classé         | 1995         | Académie de Chirurgie (actuelle Bibliothèque interuniversitaire santé) |
| Académie de Médecine                                                   | 16 rue Bonaparte                                                                     | 48° 51′ 18″ nord, 2° 19′ 52″ est | « PA00088670 »                | Inscrit        | 1992         | Académie de Médecine                                                   |
| Académie royale de médecine                                            | 5 rue de l'École-de-Médecine                                                         | 48° 51′ 02″ nord, 2° 20′ 30″ est | « PA00088491 »                | Classé         | 1931         | Académie royale de médecine                                            |
| Boucherie                                                              | 62 rue de Vaugirard                                                                  | 48° 50′ 55″ nord, 2° 19′ 55″ est | « PA00088492 »                | Inscrit        | 1984         | Boucherie                                                              |
| Boutiques                                                              | 13 rue du Cherche-Midi                                                               | 48° 51′ 05″ nord, 2° 19′ 45″ est | « PA00088493 »                | Inscrit        | 1984         | Boutiques                                                              |
| Brasserie Lipp                                                         | 151 boulevard Saint-Germain                                                          | 48° 51′ 14″ nord, 2° 19′ 57″ est | « PA00088494 »                | Inscrit        | 1989         | Brasserie Lipp                                                         |
| Café La Palette                                                        | 43 rue de Seine 18 rue Jacques-Callot                                                | 48° 51′ 19″ nord, 2° 20′ 13″ est | « PA00088495 »                | Inscrit        | 1984         | Café La Palette                                                        |
| Café Procope                                                           | 13 rue de l'Ancienne-Comédie                                                         | 48° 51′ 11″ nord, 2° 20′ 20″ est | « PA00088496 »                | Inscrit        | 1962         | Café Procope                                                           |
| Caserne de la Garde Républicaine                                       | 10 rue de Tournon                                                                    | 48° 50′ 59″ nord, 2° 20′ 14″ est | « PA00088497 »                | Inscrit        | 1926         | Caserne de la Garde Républicaine                                       |
| Cathédrale Saint-Vladimir-le-Grand                                     | 49-51, rue des Saints-Pères                                                          | 48° 51′ 23″ nord, 2° 20′ 04″ est | « PA00088490 »                | Inscrit        | 1926         | Cathédrale Saint-Vladimir-le-Grand                                     |
| Chapelle Notre-Dame-des-Anges                                          | 102 bis rue de Vaugirard                                                             | 48° 50′ 46″ nord, 2° 19′ 25″ est | « PA00088498 »                | Inscrit        | 1984         | Chapelle Notre-Dame-des-Anges                                          |
| Chez Chartier (actuel restaurant Le Vagenende)                         | 142 boulevard Saint-Germain                                                          | 48° 51′ 11″ nord, 2° 20′ 15″ est | « PA00088661 »                | Inscrit        | 1983         | Chez Chartier (actuel restaurant Le Vagenende)                         |
| Collège Stanislas                                                      | 28 rue du Montparnasse 16, 22 rue Notre-Dame-des-Champs                              | 48° 50′ 39″ nord, 2° 19′ 38″ est | « PA00088499 »                | Inscrit        | 1926         | Collège Stanislas                                                      |
| Cour du Commerce-Saint-André                                           | 59-61 rue Saint-André-des-Arts 130 boulevard Saint-Germain Rue de l'Ancienne-Comédie | 48° 51′ 11″ nord, 2° 20′ 21″ est | « PA00088654 »                | Inscrit        | 1987         | Cour du Commerce-Saint-André                                           |
| Couvent des Carmes (actuel Institut catholique de Paris)               | 19-21 rue d'Assas 70 rue de Vaugirard                                                | 48° 50′ 54″ nord, 2° 19′ 46″ est | « PA00088501 » « PA00088500 » | Classé         | 1910         | Couvent des Carmes (actuel Institut catholique de Paris)               |
| Couvent des Cordeliers                                                 | 15 rue de l'École-de-Médecine                                                        | 48° 51′ 02″ nord, 2° 20′ 29″ est | « PA00088502 »                | Classé         | 1975         | Couvent des Cordeliers                                                 |
| Couvent des Petits Augustins                                           | 14 rue Bonaparte 11, 13, 15, 17 quai Malaquais                                       | 48° 51′ 24″ nord, 2° 20′ 04″ est | « PA00088507 » « PA75060001 » | Classé Inscrit | 1921 1996    | Couvent des Petits Augustins                                           |
| Crèmerie                                                               | 70 rue Bonaparte                                                                     | 48° 51′ 06″ nord, 2° 19′ 58″ est | « PA00088503 »                | Inscrit        | 1984         | Crèmerie                                                               |
| Débit de boisson                                                       | 1 rue Guisarde                                                                       | 48° 51′ 07″ nord, 2° 20′ 06″ est | « PA00088504 »                | Inscrit        | 1984         | Débit de boisson                                                       |
| Débit de boisson Au petit Maure                                        | 26 rue de Seine                                                                      | 48° 51′ 20″ nord, 2° 20′ 12″ est | « PA00088505 »                | Inscrit        | 1984         | Débit de boisson Au petit Maure                                        |
| École                                                                  | 85 rue de Vaugirard                                                                  | 48° 50′ 46″ nord, 2° 19′ 24″ est | « PA00088506 »                | Inscrit        | 1977         | École                                                                  |
| École nationale de la France d'outre-mer                               | 2 avenue de l'Observatoire 9, 11 rue Auguste-Comte                                   | 48° 50′ 39″ nord, 2° 20′ 11″ est | « PA00088669 »                | Inscrit        | 1992         | École nationale de la France d'outre-mer                               |
| École nationale supérieure des beaux-arts                              | 1 rue Jacques-Callot                                                                 | 48° 51′ 19″ nord, 2° 20′ 16″ est | « PA00088507 »                | Classé         | 1914         | École nationale supérieure des beaux-arts                              |
| Édicule Guimard de la station de métro Saint-Michel                    | Place Saint-André-des-Arts                                                           | 48° 51′ 11″ nord, 2° 20′ 35″ est | « PA00088648 »                | Inscrit        | 2016         | Édicule Guimard de la station de métro Saint-Michel                    |
| Église Saint-Germain-des-Prés                                          | 3 place Saint-Germain-des-Prés                                                       | 48° 51′ 16″ nord, 2° 20′ 03″ est | « PA00088509 »                | Classé         | 1862         | Église Saint-Germain-des-Prés                                          |
| Église Saint-Sulpice                                                   | Place Saint-Sulpice                                                                  | 48° 51′ 04″ nord, 2° 20′ 06″ est | « PA00088510 »                | Classé         | 1915         | Église Saint-Sulpice                                                   |
| Enceinte de Philippe Auguste                                           | Cour du Commerce-Saint-André Cour de Rohan                                           | 48° 51′ 11″ nord, 2° 20′ 22″ est | « PA00088511 »                | Classé         | 1889         | Image manquante Téléverser                                             |
| Enceinte de Philippe Auguste                                           | 11 quai de Conti                                                                     | 48° 51′ 24″ nord, 2° 20′ 21″ est | « PA00088512 »                | Classé         | 1889         | Enceinte de Philippe Auguste                                           |
| Enceinte de Philippe Auguste                                           | 34 rue Dauphine Passage Dauphine 35 rue Mazarine                                     | 48° 51′ 16″ nord, 2° 20′ 21″ est | « PA00088513 »                | Classé         | 1889         | Enceinte de Philippe Auguste                                           |
| Enceinte de Philippe Auguste                                           | 13 rue de Nesle Impasse de Nevers 27, 29 rue Guénégaud                               | 48° 51′ 19″ nord, 2° 20′ 20″ est | « PA00088514 »                | Classé         | 1889         | Enceinte de Philippe Auguste                                           |
| Fontaine du Marché-aux-Carmes                                          | Square Gabriel-Pierné Rue de Seine Rue Mazarine                                      | 48° 51′ 25″ nord, 2° 20′ 12″ est | « PA00088517 »                | Inscrit        | 1952         | Fontaine du Marché-aux-Carmes                                          |
| Fontaine du Marché-Saint-Germain                                       | Rue Bonaparte                                                                        | 48° 51′ 12″ nord, 2° 20′ 00″ est | « PA00088518 »                | Inscrit        | 1926         | Fontaine du Marché-Saint-Germain                                       |
| Fontaine Médicis                                                       | Jardin du Luxembourg                                                                 | 48° 50′ 53″ nord, 2° 20′ 21″ est | « PA00088519 »                | Classé         | 1889         | Fontaine Médicis                                                       |
| Fontaine des Quatre-Parties-du-Monde                                   | Avenue de l'Observatoire                                                             | 48° 50′ 28″ nord, 2° 20′ 12″ est | « PA00088516 »                | Inscrit        | 1926         | Fontaine des Quatre-Parties-du-Monde                                   |
| Fontaine Saint-Michel                                                  | Place Saint-Michel                                                                   | 48° 51′ 11″ nord, 2° 20′ 37″ est | « PA00088520 »                | Inscrit        | 1926         | Fontaine Saint-Michel                                                  |
| Fontaine Saint-Sulpice                                                 | Place Saint-Sulpice                                                                  | 48° 51′ 03″ nord, 2° 20′ 00″ est | « PA00088521 »                | Inscrit        | 1926         | Fontaine Saint-Sulpice                                                 |
| Grand Bouillon Chartier (actuel bouillon Racine)                       | 3 rue Racine                                                                         | 48° 51′ 01″ nord, 2° 20′ 31″ est | « PA00088667 »                | Classé         | 1995         | Grand Bouillon Chartier (actuel bouillon Racine)                       |
| Grand Hôtel d'Entragues                                                | 12 rue de Tournon                                                                    | 48° 50′ 59″ nord, 2° 20′ 13″ est | « PA00088641 »                | Inscrit        | 1993         | Grand Hôtel d'Entragues                                                |
| Hôtel des abbés de Fécamp                                              | 5 rue Hautefeuille                                                                   | 48° 51′ 09″ nord, 2° 20′ 35″ est | « PA00088522 »                | Classé         | 1947         | Hôtel des abbés de Fécamp                                              |
| Hôtel d'Aguesseau                                                      | 18 rue Séguier                                                                       | 48° 51′ 13″ nord, 2° 20′ 30″ est | « PA00088631 »                | Inscrit        | 1926         | Hôtel d'Aguesseau                                                      |
| Hôtel d'Asfeld                                                         | 40 rue du Cherche-Midi                                                               | 48° 50′ 59″ nord, 2° 19′ 35″ est | « PA00088523 »                | Inscrit        | 1964         | Hôtel d'Asfeld                                                         |
| Hôtel de Beaune                                                        | 7 rue du Regard 70 boulevard Raspail                                                 | 48° 50′ 55″ nord, 2° 19′ 36″ est | « PA00088524 »                | Inscrit        | 1926         | Hôtel de Beaune                                                        |
| Hôtel de Beligny                                                       | 12 rue Guénégaud                                                                     | 48° 51′ 20″ nord, 2° 20′ 17″ est | « PA00088525 »                | Inscrit        | 1948         | Hôtel de Beligny                                                       |
| Hôtel de Brancas                                                       | 6 rue de Tournon                                                                     | 48° 51′ 03″ nord, 2° 20′ 13″ est | « PA00088526 »                | Inscrit        | 1970         | Hôtel de Brancas                                                       |
| Hôtel de Chambon                                                       | 95 rue du Cherche-Midi                                                               | 48° 50′ 49″ nord, 2° 19′ 17″ est | « PA00088527 »                | Inscrit        | 1936         | Hôtel de Chambon                                                       |
| Hôtel Charles-Testu                                                    | 26 rue de Condé                                                                      | 48° 51′ 00″ nord, 2° 20′ 16″ est | « PA00088528 »                | Inscrit        | 1964         | Hôtel Charles-Testu                                                    |
| Hôtel de Choiseul-Praslin                                              | 111 rue de Sèvres 2-8 rue Saint-Romain                                               | 48° 50′ 52″ nord, 2° 19′ 13″ est | « PA00088627 »                | Inscrit        | 1926         | Hôtel de Choiseul-Praslin                                              |
| Hôtel de Claude-Turcat                                                 | 14 rue de Condé                                                                      | 48° 51′ 04″ nord, 2° 20′ 17″ est | « PA00088529 »                | Classé         | 1949         | Hôtel de Claude-Turcat                                                 |
| Hôtel des Comédiens Ordinaires du Roi                                  | 14 rue de l'Ancienne-Comédie                                                         | 48° 51′ 11″ nord, 2° 20′ 18″ est | « PA00088530 »                | Inscrit        | 1928         | Hôtel des Comédiens Ordinaires du Roi                                  |
| Hôtel du Docteur Coste                                                 | 42 rue du Cherche-Midi                                                               | 48° 50′ 59″ nord, 2° 19′ 35″ est | « PA00088531 »                | Inscrit        | 1928         | Hôtel du Docteur Coste                                                 |
| Hôtel Feydeau de Montholon                                             | 35 quai des Grands-Augustins 2 rue Séguier                                           | 48° 51′ 16″ nord, 2° 20′ 32″ est | « PA00088532 »                | Classé         | 1969         | Hôtel Feydeau de Montholon                                             |
| Hôtel de Foretz                                                        | 21 rue Hautefeuille                                                                  | 48° 51′ 03″ nord, 2° 20′ 30″ est | « PA00088533 »                | Inscrit        | 1990         | Hôtel de Foretz                                                        |
| Palais abbatial de Saint-Germain-des-Prés Hôtel de Furstemberg         | 3, 5, 7 rue de l'Abbaye                                                              | 48° 51′ 14″ nord, 2° 20′ 08″ est | « PA00088651 »                | Classé         | 1959         | Palais abbatial de Saint-Germain-des-PrésHôtel de Furstemberg          |
| Hôtel de Garsaulan                                                     | 5 quai Malaquais                                                                     | 48° 51′ 27″ nord, 2° 20′ 09″ est | « PA00088534 »                | Classé         | 1926         | Hôtel de Garsaulan                                                     |
| Hôtel d'Hercule                                                        | 5-7 rue des Grands-Augustins                                                         | 48° 51′ 17″ nord, 2° 20′ 28″ est | « PA00088535 »                | Inscrit        | 1926, 2014   | Hôtel d'Hercule                                                        |
| Hôtel Lutetia                                                          | 23 rue de Sèvres 43-51 boulevard Raspail Place Alphonse-Deville                      | 48° 51′ 05″ nord, 2° 19′ 38″ est | « PA75060007 »                | Inscrit        | 2007         | Hôtel Lutetia                                                          |
| Hôtel de Luynes                                                        | 5 rue Gît-le-Cœur                                                                    | 48° 51′ 15″ nord, 2° 20′ 35″ est | « PA75060006 »                | Inscrit        | 2006         | Hôtel de Luynes                                                        |
| Hôtel de Luzy                                                          | 6 rue Férou                                                                          | 48° 50′ 58″ nord, 2° 20′ 02″ est | « PA00088536 »                | Classé         | 1926         | Hôtel de Luzy                                                          |
| Hôtel Machelet de Velye                                                | 10 rue de Condé                                                                      | 48° 51′ 05″ nord, 2° 20′ 18″ est | « PA00088537 »                | Inscrit        | 1962         | Hôtel Machelet de Velye                                                |
| Hôtel de Marsilly                                                      | 18 rue du Cherche-Midi                                                               | 48° 51′ 03″ nord, 2° 19′ 42″ est | « PA00088566 »                | Classé         | 1997         | Hôtel de Marsilly                                                      |
| Hôtel de la Monnaie                                                    | 11 quai de Conti Rue Guénégaud Place de Conti                                        | 48° 51′ 23″ nord, 2° 20′ 20″ est | « PA00088666 »                | Classé         | 1926         | Hôtel de la Monnaie                                                    |
| Hôtel de Montmorency-Bours                                             | 89 rue du Cherche-Midi                                                               | 48° 50′ 50″ nord, 2° 19′ 21″ est | « PA00088539 »                | Inscrit        | 1926         | Hôtel de Montmorency-Bours                                             |
| Hôtel de Montmorency-Fosseux                                           | 4 rue de Tournon                                                                     | 48° 51′ 04″ nord, 2° 20′ 13″ est | « PA00088538 »                | Classé         | 1986         | Hôtel de Montmorency-Fosseux                                           |
| Hôtel de Mouy                                                          | 31 rue Dauphine                                                                      | 48° 51′ 18″ nord, 2° 20′ 22″ est | « PA00088540 »                | Classé         | 1975         | Hôtel de Mouy                                                          |
| Hôtel particulier                                                      | 19 rue Bonaparte Rue Visconti                                                        | 48° 51′ 21″ nord, 2° 20′ 04″ est | « PA00125454 »                | Inscrit        | 1993         | Hôtel particulier                                                      |
| Hôtel de Rothembourg                                                   | 5 rue du Regard 68 boulevard Raspail                                                 | 48° 50′ 56″ nord, 2° 19′ 36″ est | « PA00088541 »                | Inscrit        | 1963         | Hôtel de Rothembourg                                                   |
| Hôtel de Saint-Cyr                                                     | 19 rue des Grands-Augustins                                                          | 48° 51′ 15″ nord, 2° 20′ 26″ est | « PA75060003 »                | Inscrit        | 2004         | Hôtel de Saint-Cyr                                                     |
| Hôtel de Saxe                                                          | 3 quai Malaquais                                                                     | 48° 51′ 29″ nord, 2° 20′ 11″ est | « PA00088542 »                | Classé         | 1949         | Hôtel de Saxe                                                          |
| Hôtel dit Séguier                                                      | 16 rue Séguier                                                                       | 48° 51′ 14″ nord, 2° 20′ 30″ est | « PA75060009 »                | Inscrit        | 2010         | Hôtel dit Séguier                                                      |
| Hôtel Sillery-Genlis                                                   | 13 quai de Conti 2 impasse de Conti                                                  | 48° 51′ 27″ nord, 2° 20′ 17″ est | « PA00088543 »                | Inscrit        | 1947         | Hôtel Sillery-Genlis                                                   |
| Hôtel de Sourdéac                                                      | 8 rue Garancière                                                                     | 48° 51′ 00″ nord, 2° 20′ 09″ est | « PA00088584 »                | Inscrit        | 1928         | Hôtel de Sourdéac                                                      |
| Petit Hôtel de Sourdéac                                                | 12 rue de Condé                                                                      | 48° 51′ 04″ nord, 2° 20′ 17″ est | « PA00088544 »                | Inscrit        | 1962         | Petit Hôtel de Sourdéac                                                |
| Hôtel du Tillet de la Bussière                                         | 52 rue Saint-André-des-Arts                                                          | 48° 51′ 13″ nord, 2° 20′ 25″ est | « PA00088624 »                | Inscrit        | 1928         | Hôtel du Tillet de la Bussière                                         |
| Hôtel de Transylvanie                                                  | 9 quai Malaquais                                                                     | 48° 51′ 28″ nord, 2° 20′ 06″ est | « PA00088545 »                | Inscrit        | 2013         | Hôtel de Transylvanie                                                  |
| Hôtel de Turenne                                                       | 25 boulevard du Montparnasse                                                         | 48° 50′ 43″ nord, 2° 19′ 11″ est | « PA00088546 »                | Inscrit        | 1928         | Hôtel de Turenne                                                       |
| Hôtel de Vendôme (actuelles Mines ParisTech)                           | 60-62 boulevard Saint-Michel                                                         | 48° 50′ 42″ nord, 2° 20′ 19″ est | « PA00088508 »                | Inscrit        | 1994         | Hôtel de Vendôme (actuelles Mines ParisTech)                           |
| Immeuble                                                               | 28 rue Bonaparte 34 rue Jacob                                                        | 48° 51′ 21″ nord, 2° 20′ 02″ est | « PA00088551 »                | Inscrit        | 1926         | Immeuble                                                               |
| Immeuble                                                               | 38 rue Bonaparte                                                                     | 48° 51′ 18″ nord, 2° 20′ 02″ est | « PA00088552 »                | Inscrit        | 1984         | Immeuble                                                               |
| Immeuble                                                               | 2 rue Bourbon-le-Château 26 rue de Buci                                              | 48° 51′ 14″ nord, 2° 20′ 11″ est | « PA75060010 »                | Inscrit        | 2011         | Immeuble                                                               |
| Immeuble                                                               | 12 rue de Buci                                                                       | 48° 51′ 14″ nord, 2° 20′ 14″ est | « PA00088554 »                | Inscrit        | 1947         | Immeuble                                                               |
| Immeuble                                                               | 28, 30 rue de Buci 1 rue de Bourbon-le-Château                                       | 48° 51′ 14″ nord, 2° 20′ 11″ est | « PA00088555 »                | Inscrit        | 1946         | Immeuble                                                               |
| Immeuble                                                               | 18 rue des Canettes                                                                  | 48° 51′ 07″ nord, 2° 20′ 01″ est | « PA00088556 »                | Inscrit        | 1984         | Immeuble                                                               |
| Immeuble                                                               | 7 rue Cassette                                                                       | 48° 51′ 02″ nord, 2° 19′ 51″ est | « PA00088557 »                | Inscrit        | 1963         | Immeuble                                                               |
| Immeuble                                                               | 17 rue Cassette                                                                      | 48° 50′ 58″ nord, 2° 19′ 51″ est | « PA00088558 »                | Inscrit        | 1964         | Immeuble                                                               |
| Immeubles                                                              | 19, 21 rue Cassette                                                                  | 48° 50′ 58″ nord, 2° 19′ 52″ est | « PA00088560 »                | Inscrit        | 1963         | Immeubles                                                              |
| Immeuble                                                               | 20 rue Cassette                                                                      | 48° 50′ 57″ nord, 2° 19′ 51″ est | « PA00088561 »                | Inscrit        | 1964         | Immeuble                                                               |
| Immeuble                                                               | 17 rue du Cherche-Midi                                                               | 48° 51′ 04″ nord, 2° 19′ 44″ est | « PA00088565 »                | Inscrit        | 1972         | Immeuble                                                               |
| Immeuble                                                               | 44 rue du Cherche-Midi                                                               | 48° 50′ 58″ nord, 2° 19′ 35″ est | « PA00088568 »                | Inscrit        | 1964         | Immeuble                                                               |
| Immeuble                                                               | 5 rue Christine                                                                      | 48° 51′ 16″ nord, 2° 20′ 24″ est | « PA75060008 »                | Inscrit        | 2008         | Immeuble                                                               |
| Immeuble                                                               | 7 rue Christine                                                                      | 48° 51′ 16″ nord, 2° 20′ 23″ est | « PA75060012 »                | Inscrit        | 2014         | Immeuble                                                               |
| Immeuble                                                               | 5 rue de Condé                                                                       | 48° 51′ 16″ nord, 2° 20′ 18″ est | « PA00088572 »                | Inscrit        | 1963         | Immeuble                                                               |
| Immeuble                                                               | 7 rue de Condé                                                                       | 48° 51′ 04″ nord, 2° 20′ 18″ est | « PA00088573 »                | Inscrit        | 1962         | Immeuble                                                               |
| Immeuble                                                               | 9 rue de Condé                                                                       | 48° 51′ 04″ nord, 2° 20′ 17″ est | « PA00088574 »                | Inscrit        | 1962         | Immeuble                                                               |
| Immeuble                                                               | 11 rue de Condé                                                                      | 48° 51′ 03″ nord, 2° 20′ 17″ est | « PA00088575 »                | Inscrit        | 1962         | Immeuble                                                               |
| Immeuble                                                               | 13 rue de Condé                                                                      | 48° 51′ 03″ nord, 2° 20′ 17″ est | « PA00088576 »                | Inscrit        | 1962         | Immeuble                                                               |
| Immeuble                                                               | 15 rue de Condé                                                                      | 48° 51′ 02″ nord, 2° 20′ 17″ est | « PA00088577 »                | Inscrit        | 1962         | Immeuble                                                               |
| Immeuble                                                               | 28 rue de Condé                                                                      | 48° 51′ 00″ nord, 2° 20′ 16″ est | « PA00088578 »                | Inscrit        | 1962         | Immeuble                                                               |
| Immeuble                                                               | 30 rue de Condé                                                                      | 48° 51′ 00″ nord, 2° 20′ 16″ est | « PA00088579 »                | Inscrit        | 1962         | Immeuble                                                               |
| Immeuble Hennebique                                                    | 1 rue Danton                                                                         | 48° 51′ 10″ nord, 2° 20′ 34″ est | « PA00088580 »                | Inscrit        | 1964         | Immeuble Hennebique                                                    |
| Immeuble (cave)                                                        | 2 rue de l'École-de-Médecine                                                         | 48° 51′ 01″ nord, 2° 20′ 34″ est | « PA00088581 »                | Inscrit        | 1928         | Immeuble (cave)                                                        |
| Immeuble                                                               | 10 rue de l'Éperon 16 rue du Jardinet                                                | 48° 51′ 10″ nord, 2° 20′ 26″ est | « PA75060002 »                | Inscrit        | 2003         | Immeuble                                                               |
| Immeuble                                                               | 3 rue Garancière                                                                     | 48° 51′ 04″ nord, 2° 20′ 09″ est | « PA00088582 »                | Inscrit        | 1979         | Immeuble                                                               |
| Immeuble (fontaine)                                                    | 12 rue Garancière                                                                    | 48° 50′ 59″ nord, 2° 20′ 09″ est | « PA00088585 »                | Inscrit        | 1962         | Immeuble (fontaine)                                                    |
| Immeuble                                                               | 10 rue Gît-le-Cœur                                                                   | 48° 51′ 13″ nord, 2° 20′ 33″ est | « PA75060005 »                | Inscrit        | 2006         | Immeuble                                                               |
| Immeuble                                                               | 14 rue Guynemer                                                                      | 48° 50′ 51″ nord, 2° 19′ 57″ est | « PA00088587 »                | Inscrit        | 1986         | Immeuble                                                               |
| Immeuble                                                               | 11 rue Jacob                                                                         | 48° 51′ 18″ nord, 2° 20′ 07″ est | « PA00088589 »                | Inscrit        | 1962         | Immeuble                                                               |
| Immeuble                                                               | 13 rue Jacob                                                                         | 48° 51′ 18″ nord, 2° 20′ 07″ est | « PA75060013 »                | Inscrit        | 2014         | Immeuble                                                               |
| Immeuble                                                               | 52 rue Jacob                                                                         | 48° 51′ 22″ nord, 2° 19′ 57″ est | « PA75060011 »                | Classé         | 2012         | Immeuble                                                               |
| Immeuble                                                               | 7, 9 rue Mazarine                                                                    | 48° 51′ 21″ nord, 2° 20′ 15″ est | « PA00088591 »                | Inscrit        | 1928         | Immeuble                                                               |
| Immeuble                                                               | 11 rue Mazarine                                                                      | 48° 51′ 20″ nord, 2° 20′ 16″ est | « PA00088592 »                | Inscrit        | 1948         | Immeuble                                                               |
| Immeuble                                                               | 10 rue Monsieur-le-Prince                                                            | 48° 51′ 04″ nord, 2° 20′ 22″ est | « PA00088596 »                | Classé         | 1928         | Immeuble                                                               |
| Immeuble                                                               | 1 place de l'Odéon 21 rue de l'Odéon 10 rue Casimir-Delavigne                        | 48° 50′ 59″ nord, 2° 20′ 21″ est | « PA00088598 »                | Classé         | 1959         | Immeuble                                                               |
| Immeuble                                                               | 2 place de l'Odéon 7 rue Crébillon 22 rue de l'Odéon                                 | 48° 51′ 00″ nord, 2° 20′ 19″ est | « PA00088599 »                | Inscrit        | 1946         | Immeuble                                                               |
| Immeuble                                                               | 3 place de l'Odéon 11 rue Casimir-Delavigne 30 rue Racine                            | 48° 51′ 00″ nord, 2° 20′ 21″ est | « PA00088600 »                | Inscrit        | 1946         | Immeuble                                                               |
| Immeuble                                                               | 4 place de l'Odéon 8 rue Crébillon Rue Regnard                                       | 48° 51′ 00″ nord, 2° 20′ 18″ est | « PA00088601 »                | Inscrit        | 1946         | Immeuble                                                               |
| Immeuble                                                               | 5 place de l'Odéon 25 rue Racine                                                     | 48° 50′ 59″ nord, 2° 20′ 21″ est | « PA00088602 »                | Inscrit        | 1946         | Immeuble                                                               |
| Immeuble                                                               | 6 place de l'Odéon Rue Regnard                                                       | 48° 50′ 59″ nord, 2° 20′ 17″ est | « PA00088603 »                | Inscrit        | 1946         | Immeuble                                                               |
| Immeuble                                                               | 7 place de l'Odéon 1, 3 rue Corneille                                                | 48° 50′ 59″ nord, 2° 20′ 21″ est | « PA00088604 »                | Inscrit        | 1946         | Immeuble                                                               |
| Immeuble                                                               | 8 place de l'Odéon 2 rue Rotrou                                                      | 48° 50′ 59″ nord, 2° 20′ 18″ est | « PA00088605 »                | Inscrit        | 1946         | Immeuble                                                               |
| Immeuble                                                               | 1 rue de l'Odéon 2 rue Monsieur-le-Prince                                            | 48° 51′ 06″ nord, 2° 20′ 20″ est | « PA00088606 »                | Inscrit        | 1947         | Immeuble                                                               |
| Immeuble                                                               | 2 rue de l'Odéon 1 rue de Condé                                                      | 48° 51′ 06″ nord, 2° 20′ 19″ est | « PA00088607 »                | Inscrit        | 1946         | Immeuble                                                               |
| Immeuble                                                               | 3 rue de l'Odéon                                                                     | 48° 51′ 05″ nord, 2° 20′ 20″ est | « PA00088608 »                | Inscrit        | 1947         | Immeuble                                                               |
| Immeuble                                                               | 5 rue de l'Odéon                                                                     | 48° 51′ 05″ nord, 2° 20′ 20″ est | « PA00088609 »                | Inscrit        | 1947         | Immeuble                                                               |
| Immeuble                                                               | 6 rue de l'Odéon                                                                     | 48° 51′ 05″ nord, 2° 20′ 19″ est | « PA00088610 »                | Inscrit        | 1946         | Immeuble                                                               |
| Immeuble                                                               | 7 rue de l'Odéon                                                                     | 48° 51′ 04″ nord, 2° 20′ 20″ est | « PA00088611 »                | Inscrit        | 1947         | Immeuble                                                               |
| Immeuble                                                               | 8 rue de l'Odéon                                                                     | 48° 51′ 04″ nord, 2° 20′ 19″ est | « PA00088612 »                | Inscrit        | 1946         | Immeuble                                                               |
| Immeuble                                                               | 9 rue de l'Odéon                                                                     | 48° 51′ 04″ nord, 2° 20′ 20″ est | « PA00088613 »                | Inscrit        | 1947         | Immeuble                                                               |
| Immeuble                                                               | 10 rue de l'Odéon                                                                    | 48° 51′ 04″ nord, 2° 20′ 19″ est | « PA00088614 »                | Inscrit        | 1947         | Immeuble                                                               |
| Immeuble                                                               | 12 rue de l'Odéon                                                                    | 48° 51′ 03″ nord, 2° 20′ 19″ est | « PA00088615 »                | Inscrit        | 1946         | Immeuble                                                               |
| Immeuble                                                               | 14 rue de l'Odéon                                                                    | 48° 51′ 03″ nord, 2° 20′ 19″ est | « PA00088616 »                | Inscrit        | 1947         | Immeuble                                                               |
| Immeuble                                                               | 140bis rue de Rennes                                                                 | 48° 50′ 44″ nord, 2° 19′ 32″ est | « PA00088620 »                | Inscrit        | 1975         | Immeuble                                                               |
| Immeuble                                                               | 15 rue des Saints-Pères                                                              | 48° 51′ 25″ nord, 2° 19′ 56″ est | « PA00088626 »                | Inscrit        | 1962         | Immeuble                                                               |
| Immeuble                                                               | 41 rue de Seine                                                                      | 48° 51′ 20″ nord, 2° 20′ 13″ est | « PA00088633 »                | Inscrit        | 1948         | Immeuble                                                               |
| Immeuble                                                               | 54 rue de Seine                                                                      | 48° 51′ 15″ nord, 2° 20′ 13″ est | « PA00088634 »                | Inscrit        | 1948         | Immeuble                                                               |
| Immeuble                                                               | 57 rue de Seine                                                                      | 48° 51′ 17″ nord, 2° 20′ 13″ est | « PA00088635 »                | Inscrit        | 1961         | Immeuble                                                               |
| Immeuble                                                               | 21 rue de Sèvres                                                                     | 48° 51′ 05″ nord, 2° 19′ 39″ est | « PA00088637 »                | Inscrit        | 1926         | Immeuble                                                               |
| Immeuble                                                               | 8 rue de Tournon                                                                     | 48° 51′ 02″ nord, 2° 20′ 13″ est | « PA00088640 »                | Inscrit        | 1974         | Immeuble                                                               |
| Immeuble                                                               | 29 rue de Tournon 32 rue de Condé                                                    | 48° 50′ 59″ nord, 2° 20′ 15″ est | « PA00088643 »                | Inscrit        | 1963         | Immeuble                                                               |
| Immeuble                                                               | 31 rue de Tournon                                                                    | 48° 50′ 59″ nord, 2° 20′ 15″ est | « PA00088644 »                | Inscrit        | 1964         | Immeuble                                                               |
| Immeuble                                                               | 26 rue Vavin                                                                         | 48° 50′ 37″ nord, 2° 19′ 47″ est | « PA00088645 »                | Inscrit        | 1975         | Immeuble                                                               |
| Immeuble du Cercle de la Librairie                                     | 117 boulevard Saint-Germain                                                          | 48° 51′ 09″ nord, 2° 20′ 16″ est | « PA00088625 »                | Inscrit        | 1971         | Immeuble du Cercle de la Librairie                                     |
| Immeuble et chapelle de la Congrégation de la Mission des Lazaristes   | 93, 95, 97 rue de Sèvres 88, 90, 92 rue du Cherche-Midi                              | 48° 50′ 56″ nord, 2° 19′ 18″ est | « PA00088638 »                | Classé         | 1987 et 1994 | Immeuble et chapelle de la Congrégation de la Mission des Lazaristes   |
| Immeuble du Crédit municipal de Paris                                  | 15 rue du Regard                                                                     | 48° 50′ 53″ nord, 2° 19′ 37″ est | « PA00088619 »                | Inscrit        | 1926         | Immeuble du Crédit municipal de Paris                                  |
| Institut d'art et d'archéologie                                        | 3 rue Michelet 8 avenue de l'Observatoire 2 rue des Chartreux                        | 48° 50′ 32″ nord, 2° 20′ 10″ est | « PA00132986 »                | Classé         | 1994         | Institut d'art et d'archéologie                                        |
| Lycée Fénelon                                                          | 45 rue Saint-André-des-Arts                                                          | 48° 51′ 11″ nord, 2° 20′ 25″ est | « PA00088646 »                | Inscrit        | 1928         | Lycée Fénelon                                                          |
| Lycée Saint-Louis                                                      | 42 boulevard Saint-Michel                                                            | 48° 50′ 57″ nord, 2° 20′ 29″ est | « PA00088647 »                | Inscrit        | 1926         | Lycée Saint-Louis                                                      |
| Maison (cave)                                                          | 10 rue de l'Abbaye                                                                   | 48° 51′ 16″ nord, 2° 20′ 05″ est | « PA00088547 »                | Inscrit        | 1926         | Maison (cave)                                                          |
| Maison                                                                 | 5 rue Bonaparte                                                                      | 48° 51′ 26″ nord, 2° 20′ 07″ est | « PA00088548 »                | Inscrit        | 1926         | Maison                                                                 |
| Maison                                                                 | 7 rue Bonaparte                                                                      | 48° 51′ 25″ nord, 2° 20′ 06″ est | « PA00088549 »                | Inscrit        | 1927         | Maison                                                                 |
| Maison                                                                 | 9 rue Bonaparte                                                                      | 48° 51′ 25″ nord, 2° 20′ 06″ est | « PA00088550 »                | Inscrit        | 1926         | Maison                                                                 |
| Maison                                                                 | 88 rue Bonaparte                                                                     | 48° 50′ 58″ nord, 2° 19′ 57″ est | « PA00088553 »                | Inscrit        | 1926         | Maison                                                                 |
| Maison                                                                 | 18 rue Cassette                                                                      | 48° 50′ 58″ nord, 2° 19′ 51″ est | « PA00088559 »                | Inscrit        | 1964         | Maison                                                                 |
| Maison                                                                 | 22 rue Cassette                                                                      | 48° 50′ 57″ nord, 2° 19′ 50″ est | « PA00088562 »                | Inscrit        | 1963         | Maison                                                                 |
| Maison                                                                 | 26, 26 bis rue Cassette                                                              | 48° 50′ 55″ nord, 2° 19′ 51″ est | « PA00088563 »                | Inscrit        | 1963         | Maison                                                                 |
| Maison                                                                 | 11 rue du Cherche-Midi                                                               | 48° 51′ 05″ nord, 2° 19′ 46″ est | « PA00088564 »                | Inscrit        | 1926         | Maison                                                                 |
| Maison                                                                 | 19 rue du Cherche-Midi                                                               | 48° 51′ 03″ nord, 2° 19′ 43″ est | « PA00088567 »                | Inscrit        | 1926         | Maison                                                                 |
| Maison                                                                 | 87 rue du Cherche-Midi                                                               | 48° 50′ 51″ nord, 2° 19′ 22″ est | « PA00088569 »                | Inscrit        | 1926         | Maison                                                                 |
| Maison                                                                 | 10 rue des Ciseaux Rue du Four                                                       | 48° 51′ 10″ nord, 2° 20′ 02″ est | « PA00088570 »                | Inscrit        | 1926         | Maison                                                                 |
| Maison                                                                 | 3 rue de Condé                                                                       | 48° 51′ 06″ nord, 2° 20′ 18″ est | « PA00088571 »                | Inscrit        | 1926         | Maison                                                                 |
| Maison                                                                 | 14 rue des Grands-Augustins 1 rue Christine                                          | 48° 51′ 15″ nord, 2° 20′ 25″ est | « PA00088586 »                | Inscrit        | 1926         | Maison                                                                 |
| Maison                                                                 | 20 rue de l'Hirondelle                                                               | 48° 51′ 13″ nord, 2° 20′ 35″ est | « PA00088588 »                | Inscrit        | 1926         | Maison                                                                 |
| Maison                                                                 | 19 rue Mazarine                                                                      | 48° 51′ 18″ nord, 2° 20′ 16″ est | « PA00088593 »                | Inscrit        | 1928         | Maison                                                                 |
| Maison                                                                 | 51 rue Mazarine 52 rue Dauphine                                                      | 48° 51′ 14″ nord, 2° 20′ 18″ est | « PA00088594 »                | Inscrit        | 1928         | Maison                                                                 |
| Maison                                                                 | 4 rue Monsieur-le-Prince                                                             | 48° 51′ 05″ nord, 2° 20′ 20″ est | « PA00088595 »                | Inscrit        | 1926         | Maison                                                                 |
| Maison                                                                 | 58 rue Monsieur-le-Prince                                                            | 48° 50′ 53″ nord, 2° 20′ 26″ est | « PA00088597 »                | Inscrit        | 1928         | Maison                                                                 |
| Maison                                                                 | 1 rue du Regard 64 boulevard Raspail                                                 | 48° 50′ 58″ nord, 2° 19′ 37″ est | « PA00088617 »                | Inscrit        | 1926         | Maison                                                                 |
| Maison                                                                 | 13 rue du Regard                                                                     | 48° 50′ 54″ nord, 2° 19′ 37″ est | « PA00088618 »                | Inscrit        | 1926         | Maison                                                                 |
| Maison                                                                 | 27 rue Saint-André-des-Arts                                                          | 48° 51′ 12″ nord, 2° 20′ 32″ est | « PA00088621 »                | Inscrit        | 1928 2015    | Maison                                                                 |
| Maison (Hôtel de Navarre)                                              | 47 rue Saint-André-des-Arts                                                          | 48° 51′ 12″ nord, 2° 20′ 24″ est | « PA00088622 »                | Inscrit        | 1926         | Maison (Hôtel de Navarre)                                              |
| Maison                                                                 | 49 rue Saint-André-des-Arts                                                          | 48° 51′ 12″ nord, 2° 20′ 23″ est | « PA00088623 »                | Inscrit        | 1926         | Maison                                                                 |
| Maison                                                                 | 27 rue Saint-Sulpice                                                                 | 48° 51′ 05″ nord, 2° 20′ 10″ est | « PA00088629 »                | Inscrit        | 1926         | Maison                                                                 |
| Maison                                                                 | 10 rue Séguier                                                                       | 48° 51′ 15″ nord, 2° 20′ 31″ est | « PA00088630 »                | Inscrit        | 1926         | Maison                                                                 |
| Maison                                                                 | 6, 8 rue de Seine                                                                    | 48° 51′ 25″ nord, 2° 20′ 11″ est | « PA00088632 »                | Inscrit        | 1926         | Maison                                                                 |
| Maison                                                                 | 14 rue Servandoni                                                                    | 48° 50′ 59″ nord, 2° 20′ 05″ est | « PA00088636 »                | Inscrit        | 1926         | Maison                                                                 |
| Maison                                                                 | 2 rue de Tournon                                                                     | 48° 51′ 05″ nord, 2° 20′ 13″ est | « PA00088639 »                | Inscrit        | 1926         | Maison                                                                 |
| Maison                                                                 | 14 rue de Tournon                                                                    | 48° 50′ 59″ nord, 2° 20′ 14″ est | « PA00088642 »                | Inscrit        | 1926         | Maison                                                                 |
| Maison de Servandoni                                                   | 6 place Saint-Sulpice                                                                | 48° 51′ 05″ nord, 2° 20′ 03″ est | « PA00088628 »                | Inscrit        | 1959         | Maison de Servandoni                                                   |
| Musée Delacroix                                                        | Rue de Furstemberg                                                                   | 48° 51′ 16″ nord, 2° 20′ 08″ est | « PA00088668 »                | Inscrit        | 1991         | Musée Delacroix                                                        |
| Musée Hébert                                                           | 85 rue du Cherche-Midi                                                               | 48° 50′ 50″ nord, 2° 19′ 22″ est | « PA00088650 »                | Inscrit        | 1926         | Musée Hébert                                                           |
| Palais de l'Institut                                                   | Quai de Conti                                                                        | 48° 51′ 26″ nord, 2° 20′ 13″ est | « PA00088652 »                | Classé         | 1862         | Palais de l'Institut                                                   |
| Palais du Luxembourg                                                   | Rue de Vaugirard                                                                     | 48° 50′ 54″ nord, 2° 20′ 14″ est | « PA00088653 »                | Classé         | 1862         | Palais du Luxembourg                                                   |
| Pavillons                                                              | 137 rue de Sèvres                                                                    | 48° 50′ 49″ nord, 2° 19′ 04″ est | « PA00088655 »                | Inscrit        | 1979         | Pavillons                                                              |
| Piscine Lutetia                                                        | 17 rue de Sèvres                                                                     | 48° 51′ 05″ nord, 2° 19′ 41″ est | « PA75060004 »                | Inscrit        | 2005         | Piscine Lutetia                                                        |
| Place de l'Odéon                                                       | Place de l'Odéon                                                                     | 48° 50′ 59″ nord, 2° 20′ 19″ est | « PA00088656 »                | Classé         | 1948         | Place de l'Odéon                                                       |
| Place de l'Odéon                                                       | Place de l'Odéon                                                                     | 48° 50′ 59″ nord, 2° 20′ 19″ est | « PA00088656 »                | Classé         | 1948         | Place de l'Odéon                                                       |
| Presbytère de Saint-Germain-des-Prés                                   | 3, 5 place Saint-Germain-des-Prés                                                    | 48° 51′ 14″ nord, 2° 20′ 02″ est | « PA00088657 »                | Classé         | 1980         | Presbytère de Saint-Germain-des-Prés                                   |
| Restaurant Rougeot (actuel bistrot de la Gare)                         | 59 boulevard du Montparnasse                                                         | 48° 50′ 40″ nord, 2° 19′ 24″ est | « PA00088659 »                | Inscrit        | 1984         | Restaurant Rougeot (actuel bistrot de la Gare)                         |
| Restaurant des Saints-Pères                                            | 175 boulevard Saint-Germain                                                          | 48° 51′ 15″ nord, 2° 19′ 50″ est | « PA00088660 »                | Inscrit        | 1987         | Restaurant des Saints-Pères                                            |
| Ancien séminaire Saint-Sulpice (actuel hôtel des Finances publiques)   | 9 place Saint-Sulpice                                                                | 48° 51′ 01″ nord, 2° 20′ 00″ est | « PA00088662 »                | Inscrit        | 1959         | Ancien séminaire Saint-Sulpice (actuel hôtel des Finances publiques)   |
| Statue du Maréchal Ney                                                 | Avenue de l'Observatoire                                                             | 48° 50′ 24″ nord, 2° 20′ 11″ est | « PA00088649 »                | Inscrit        | 1926         | Statue du Maréchal Ney                                                 |
| Temple de l'Amitié                                                     | 20 rue Jacob                                                                         | 48° 51′ 18″ nord, 2° 20′ 08″ est | « PA00088663 »                | Inscrit        | 1947         | Temple de l'Amitié                                                     |
| Théâtre de l'Odéon                                                     | Place de l'Odéon                                                                     | 48° 50′ 58″ nord, 2° 20′ 19″ est | « PA00088664 »                | Classé         | 1947         | Théâtre de l'Odéon                                                     |
| Théâtre du Vieux-Colombier                                             | 21 rue du Vieux-Colombier                                                            | 48° 51′ 06″ nord, 2° 19′ 49″ est | « PA00088665 »                | Inscrit        | 1978         | Théâtre du Vieux-Colombier                                             |